# Appel en attente
L'appel en attente (aussi appelé appel en instance ; en anglais call waiting) est un service de téléphonie offert par un fournisseur de service téléphonique à un abonné par lequel l'abonné peut suspendre un appel téléphonique en cours pour accepter un second appel (souvent dit « double appel »). L'abonné peut basculer entre les appels, généralement en utilisant le signal crochet commutateur (en anglais, Hook flash).
L'appel en attente réduit le besoin d'une seconde ligne téléphonique pour les communications vocales.

## Codes étoiles
En Amérique du Nord, le Plan de numérotation nord-américain utilise le préfixe *70 pour suspendre le service d'appel en attente pour un appel téléphonique. Une tonalité de manœuvre cadencée confirme alors la désactivation.
Sur la plupart des réseaux téléphoniques européens et sur les réseaux téléphoniques mobiles GSM et UMTS, l’appel en attente est géré en composant les codes suivants :
- pour activer : *512* ;
- pour désactiver: #511# ;
- pour vérifier l'état: *1645# (une annonce vocale, une tonalité ou un message sur l'écran du téléphone confirme l'état du service).

En Europe, l'appel en attente utilise un bouton R (rappel) sur le téléphone. Ce bouton effectue une fonction similaire à celle du bouton signal crochet commutateur (en anglais, Hook flash) nord-américain, mais sa durée est beaucoup plus courte, généralement de 80 ms à 100 ms, contre 250 ms en Amérique du Nord. Dans certains réseaux, le bouton R permet de basculer entre les appels, comme en Amérique du Nord. Cependant, dans la plupart des pays, il existe d'autres options :
- R1 - pour raccrocher à l'appel en cours et répondre à l'appel en attente ;
- R2 - pour basculer entre les appels ;
- R3 - pour fusionner les deux appels pour une conférence téléphonique ;
- R0 - pour rejeter l'appel en attente (en envoyant l'appel vers une messagerie vocale ou une tonalité d'occupation).

L'identification de l'appelant de type II (en anglais, Type II Caller ID (en)) fonctionne avec l'appel en attente.

## Partage de ligne
Comme l'appel en attente crée un signal sonore (par exemple, un bip de 440 Hz toutes les dix secondes en Amérique du Nord), il peut interférer avec les communications Internet par ligne commutée, sauf si le modem utilisé supporte le standard de modem V.92. Pour cette raison, l'appel en attente est souvent désactivé sur les lignes partagées avec un modem d'accès à Internet par ligne commutée ou avec un télécopieur.
L'appel en attente n'a aucun impact sur les connexions DSL.

## Histoire
L'appel en attente a été introduit en Amérique du Nord au début des années 1970 lorsque les premiers commutateurs électroniques de Western Electric, les Electronic Signaling System 1, ont commencé à remplacer les anciens équipements électromécaniques des anciennes compagnies téléphoniques locales du système Bell.
Au début, dans certaines municipalités, le service d'appel en attente était disponible seulement sur certains commutateurs téléphoniques (par exemple à Trenton au Michigan, le service était seulement disponible pour les numéros de téléphone commençant par 671, car c'étaient les seuls desservis par un commutateur ESS (Electronic Signaling System). Cependant, le service est rapidement devenu disponible pour la plupart des clients parce que les compagnies de téléphone ont rapidement converti leurs équipements à la nouvelle technologie parce que les nouveaux commutateurs étaient moins coûteux à opérer et, de plus, ils permettaient de générer de nouveaux revenus provenant des abonnements au service d'appel en attente et à d'autres services similaires qui étaient rendus possibles par les nouveaux commutateurs.
En Europe, l’appel en attente a également été introduit dans les années 1970 avec les premiers commutateurs électroniques tels que l’AXE d'Ericsson, et l'E10 et le System 12 d’Alcatel. Le service était également disponible sur certains commutateurs crossbar d'Ericsson tels que l’ARE11 qui contenaient quelques composantes électroniques dans son architecture principalement électromécanique.